# Leônidas Rachid
Leônidas Rachid Jaudy (Rosário Oeste, 16 de julho de 1932 – Cuiabá, 29 de julho de 2014) foi um médico e político brasileiro. Foi deputado federal por Rondônia.

## Dados biográficos
Filho de Jorge Rachid Jaudy e Inocência Ribeiro Jaudy. Formado em Medicina em 1959 pela Universidade do Estado do Rio de Janeiro com curso pela Escola Superior de Guerra em 1979, transferiu-se para Rondônia onde trabalhou por conta das obras da BR-364. Nomeado diretor de Saúde no governo José Campedelli, tornou-se o primeiro secretário de Saúde de Rondônia no governo Teodorico Gaíva. Nesse interregno fez parte do Conselho Penitenciário de Rondônia e foi prefeito interino de Porto Velho.
Membro da ARENA desde a sua fundação, migrou para o PDS em 1980 elegendo-se deputado federal em 1982. Durante o mandato ausentou-se na votação da Emenda Dante de Oliveira em 1984 e escolheu Paulo Maluf no Colégio Eleitoral em 1985. Pouco depois ingressou no PFL, mas não foi reeleito em 1986. Disputou sua última eleição via PRN em 1990 como candidato a vice-governador na chapa de Valdir Raupp sendo derrotado em segundo turno pela chapa de Osvaldo Piana, do PTR.
Fora das atividades políticas foi médico legista do Instituto Nacional do Seguro Social (INSS) e secretário municipal de Saúde na segunda administração José Guedes em Porto Velho.